# Комунитаризам
Комунитаризам је филозофија или систем веровања који сматра да је индивидуална слобода могућа само у контексту снажне и уједињене заједнице и да се она може обезбедити само одговорном локалном влашћу која влада у складу са вредностима заједнице.